# 斯莫利良卡河 (薩夫蘭河支流)
斯莫良卡河（烏克蘭語：Смолянка），是烏克蘭西南部的河流，屬於薩夫蘭河的右支流。該河發源自斯莫利良卡以西，流經敖德薩州的波迪利斯克區，河道全長60公里。